# Mitchell Docker
Mitchell Docker (Melbourne, 2 de octubre de 1986) es un ciclista australiano.

## Trayectoria
Profesional desde 2006 en el equipo australiano Drapac-Porsche, pasó en 2008 al Skil-Shimano.
En 2010 culminó en 4.º lugar del Delta Tour Zeeland además de ganar una etapa y ese mismo año venció en una etapa de la Ruta del Sur.
En 2011 tuvo algunas destacadas actuaciones en las clásicas, que lo perfilan como futuro clasicómano. Fue 6.º en la Gante-Wevelgem, 15.º en la París-Roubaix y 12.º en la Vattenfall Cyclassics.
El 3 de octubre de 2021 puso fin a su trayectoria deportiva tras participar en la París-Roubaix.

## Palmarés
2007
- 1 etapa del Tour de Hokkaido

2008
- 1 etapa del Tour del Este de Java

2010
- 1 etapa del Delta Tour Zeeland
- 1 etapa de la Ruta del Sur

## Resultados en Grandes Vueltas y Campeonatos del Mundo
| Carrera         | Carrera         | 2006 | 2007 | 2008 | 2009 | 2010 | 2011 | 2012  | 2013  | 2014  | 2015 | 2016 | 2017 | 2018  | 2019  | 2020  | 2021 |
| --------------- | --------------- | ---- | ---- | ---- | ---- | ---- | ---- | ----- | ----- | ----- | ---- | ---- | ---- | ----- | ----- | ----- | ---- |
|                 | Giro de Italia  | —    | —    | —    | —    | —    | —    | —     | —     | Ab.   | —    | —    | —    | 131.º | —     | —     | —    |
|                 | Tour de Francia | —    | —    | —    | —    | —    | —    | —     | —     | —     | —    | —    | —    | —     | —     | —     | —    |
|                 | Vuelta a España | —    | —    | —    | —    | —    | —    | 166.º | 135.º | 147.º | Ab.  | —    | —    | 151.º | 122.º | 132.º | —    |
| Mundial en Ruta | Mundial en Ruta | —    | —    | —    | —    | —    | —    | —     | —     | —     | Ab.  | 49.º | 62.º | —     | Ab.   | —     | —    |

—: no participa

Ab.: abandono